# デュランゴ (レーシングチーム)
デュランゴ （英：Durango Automotive SRL）は、1984年に設立されたイタリアのレーシングチーム。創設者およびチーム代表者はイヴォーネ・ピントンとエンリコ・マグローで、チーム本拠地はヴェネト州ヴェネツィア県ピャニーガのメラレッドに置かれた。GP2シリーズ、国際F3000選手権、EGTS（ = Endurance GT Series championship. 耐久GTシリーズ）などに参戦している。また、2011年のF1世界選手権への参戦を目指していた。発音上や文献によっては「ドゥランゴ」等とも表記されるが、本項では日本で多く使われている「デュランゴ」として記述する。

## 概要

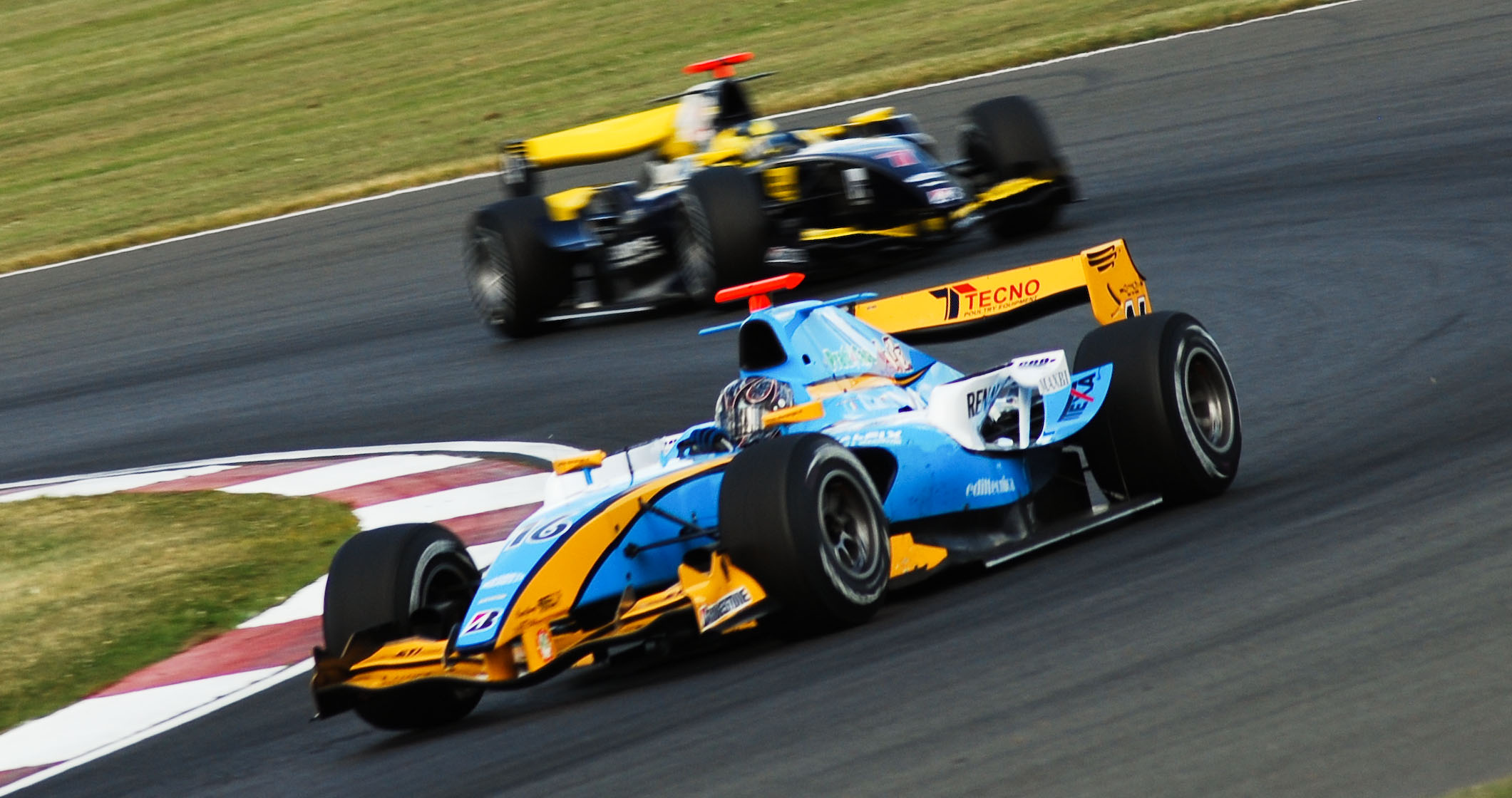
ダヴィデ・ヴァルセッチが駆るデュランゴのマシン。（※：写真は2008年のGP2シリーズ、シルバーストンにて）

1984年から1992年まで、デュランゴはイタリアのF3選手権に参戦。並行して1991年にル・マン24時間レースに初参戦を果たした。オープンホイールカテゴリーだけでなく、スピードカーレースなど多方面のレースカテゴリーに進出している。国際F3000は1993年の第4戦から中途参戦を開始した。
1994年からルノーF2選手権、ヨーロッパF2選手権に参戦した。また、同様にヨーロッパF3選手権も1999年まで続けた。2003年にはル・マンに2回目の参加を果たした。
2005年から、デュランゴはFIAの定めるF1直下カテゴリー「GP2」に参戦し、同チームからF1に新たなドライバーを輩出する登竜門的な役割を担った。2006年、イタリアのカート選手権連盟の推薦により、フォーミュラ・アズーラに参戦する。
2008年から開催されたGP2・アジアシリーズにも参戦していたが、2009年シリーズを最後に経済的な問題によりGP2及びGP2・アジアシリーズより撤退した。

## F3000
1993年のイタリアGPから参戦。1戦のみ参戦で撤退したイースト・エセックス・レーシングの参戦枠を引き継ぐ形で、当初は1カー体制であった。第4戦と第5戦はドメニコ・ギット、残りのレースをセヴェリーノ・ナルドッツィが走るというシートシェアであった。しかし、国際F3000初年度の壁は高く、最高位は12位。ほとんどのレースで完走するマシンのテールエンダーとして終えた。
1994年は2カー体制で参戦。去年から比較しても目に見える進化を遂げ、中段争いを演じるようになり、しばしば10位以内で完走するようになった。この内、クリスチャン・ペスカトリが母国イタリアで6位入賞を果たし、チーム初ポイントを獲得した。
1995年も去年の活躍からペスカトリは残留し、イギリス、ポルトガル、フランスでそれぞれ6位を獲得。イタリアでは3位表彰台を獲得したが、1996年になるとペスカトリは4位と5位の1回、チームメイトのファブリツィオ・ゴリンが5位1回と精彩が欠けるシーズンとなる。
1997年はドライバー体制を一新し、スティーブン・ワトソンとガレス・リースを起用。しかし、両ドライバーを合わせて6位2回、3位表彰台1回を記録したにとどまる。
1998年はベルトラン・ゴディン、ソエイル・アヤリを起用。ゴディンはノーポイントに終わったが、エヤリはA1リンクでチーム初の優勝に貢献し、その他にも3位表彰台が2回、5位入賞を1回記録する。
しかし、翌1999年は明らかにチームの戦闘力が低下し、マシン自体が完全な失敗作ということも相まって、国際F3000に参戦した1993年以来のノーポイントを喫してしまう。ドライバーを一新したことも禍したのか、セカンドドライバーに関しては途中で2度も交代してしまうほど混迷を極めた年でもあった。この結果もあってか2000年度の国際F3000にはエントリーしなかった。
2001年、再び国際F3000に参戦した。この復帰初年度はジェイミー・メロ・Jr.が2位1回、5位1回を獲得する。
2002年はロドリーゴ・スペラフィコが開幕戦に優勝を果たし、続く2戦目も2位表彰台を獲得、しかし、その後は完走は多かったものの不安定なレースが多く、ドイツGPでの3位表彰台が唯一の入賞であった。
2003年はジョルジオ・パンターノとラファエル・ジャンマリアの両イタリア人ドライバーを起用。パンターノは優勝2回を含む4回の表彰台を獲得し、チャンピオン争いに加わるがランキング3位の41ポイントに終わる。ジャンマリアも3位表彰台を含む5回の入賞を記録し、14ポイントを獲得した。
国際F3000最後の年の2004年、去年度の戦績から飛躍を期待されたが、ドライバー交代が途中で3回も発生した。チームの総獲得ポイントは21ポイント。

## GP2
2005年、前年度までの国際F3000に引き続いてデュランゴはGP2シリーズに参戦した。クリビオ・ピッチオネが1勝を挙げたが、全体的に不安定なシーズンとなった。シーズン後半の4レースのみジャンマリア・ブルーニが走った。
2006年はルーカス・ディ・グラッシとセルジオ・ヘルナンデスを起用。ヘルナンデスはポールポジション獲得するものの1ポイントに留まり、ディ・グラッシは3回の入賞で8ポイントを獲得した。
2007年はボルヤ・ガルシアとカルン・チャンドックを起用。チャンドックはスパ・フランコルシャンで優勝を果たした。ポイントはガルシアが28ポイント、チャンドックが16ポイントを獲得。
2008年はエースドライバーとして起用されたダビデ・バルセッチがイスタンブールでの予選中に約280km/hのスピードで大クラッシュをしたため、負傷によって6レースの欠場を余儀なくされた。最終戦で1回の優勝を果たすも全体としては不安定なシーズンであった。又、同年より開催されたGP2・アジアシリーズにも参戦をしたが、GP2は2008年シリーズを最後に、アジアシリーズは2008-2009年シリーズを最後に経済的な問題により撤退した。
なお、2009年までにGP2で3勝、GP2・アジアシリーズで2勝を挙げている。また、先述にもある通り、2006年には後にF1ドライバーとなるルーカス・ディ・グラッシが、2007年にはカルン・チャンドックが在籍した。チャンドックが同年優勝したスパ・フランコルシャンの1勝は、彼にとってのGP2初勝利である。

## F1参戦計画
デュランゴは2010年4月、US F1が参戦しなかったために空席となった1チーム分の参戦枠に対し、エントリーを行い2011年に参戦する計画である事を発表した。その後も参戦計画の内訳として、2009年までF1に参戦していたトヨタが2010年用に開発をしていたTF110をデュランゴが購入しTF110で参戦を目指すという内容であり、その計画を実現するためにトヨタと交渉をしていることが明らかとなった。ただし、この計画は2010年度の参戦を目指していたものの承認を得られなかったステファンGPが行った計画と一致するものでもある。
同年7月17日、同じく2011年にF1参戦を目指す、元F1ドライバーのジャック・ヴィルヌーヴが立ち上げる「ヴィルヌーヴ・レーシング」と提携している事が報じられた。なお、ジャック・ヴィルヌーヴはデュランゴの公式サイトにも「Durango Official Driver」として掲載された。